# Emily Jacobson
Emily Phillipa Jacobson (Decatur, 2 de diciembre de 1985) es una deportista estadounidense que compitió en esgrima, especialista en la modalidad de sable. Ganó una medalla de plata en el Campeonato Mundial de Esgrima de 2004, en la prueba por equipos. Su hermana Sada también compitió en esgrima.

## Palmarés internacional
| Campeonato Mundial | Campeonato Mundial          | Campeonato Mundial | Campeonato Mundial |
| Año                | Lugar                       | Medalla            | Prueba             |
| ------------------ | --------------------------- | ------------------ | ------------------ |
| 2004               | Nueva York (Estados Unidos) | Medalla de plata   | Sable por equipos  |